# لورن دین
لورن دین (انگلیسی: Loren Dean؛ زادهٔ ۳۱ ژوئیهٔ ۱۹۶۹) یک هنرپیشه اهل ایالات متحده آمریکا است.

## گزیده فیلمشناسی
از فیلم‌ها یا برنامه‌های تلویزیونی که وی در آن نقش داشته‌است می‌توان به آثار زیر اشاره کرد.
- لباس ساده (۱۹۸۸)
- هرچی خواستی بگو… (۱۹۸۹)
- بیلی باتگیت (فیلم) (۱۹۹۱)
- ۱۴۹۲: فتح بهشت (۱۹۹۲)
- عشق ظهر تاریکی (۱۹۹۵)
- آپولو ۱۳ (فیلم) (۱۹۹۵)
- چطور یک لحاف آمریکایی را می‌سازند (۱۹۹۵)
- خانم وینتربورن (۱۹۹۶)
- پایان خشونت (۱۹۹۷)
- گاتاکا (۱۹۹۷)
- دشمن ملت (فیلم) (۱۹۹۸)
- مامفورد (۱۹۹۹)
- گاوچران‌های فضا (۲۰۰۰)
- استخوان‌ها (مجموعه تلویزیونی) (۲۰۰۶–۲۰۰۸)
- محکومیت (۲۰۱۰)
- سیمون میلر چه کسی است؟ (۲۰۱۱)
- مول (فیلم ۲۰۱۸) (۲۰۱۸)
- به‌سوی ستارگان (۲۰۱۹)